# Gordon Audley
Gordon Audley, né le 20 avril 1928 à Winnipeg et mort le 1er octobre 2012, est un patineur de vitesse canadien médaillé olympique en 1952.

## Carrière
Lors des Jeux olympiques de 1952 disputés à Oslo en Norvège, il est le porte-drapeau de la délégation canadienne lors de la cérémonie d'ouverture et remporte la médaille de bronze sur le 500 m à égalité avec Arne Johansen, apportant le seul podium du Canada durant ces Jeux. 

## Records personnels
| Distance     | Temps        | Année |
| ------------ | ------------ | ----- |
| 500 mètres   | 43 s 2       | 1956  |
| 1 500 mètres | 2 min 24 s 7 | 1956  |
| 5 000 mètres | 9 min 55 s 4 | 1952  |